# Yassine Dahbi
Yassine Dahbi (en arabe : ياسين الذهبي), né le 26 novembre 1991 à Oujda (Maroc) est un footballeur marocain évoluant dans le club du Maghreb de Fès. Il joue au poste d'ailier droit.

## Biographie
Formé à l'USM Oujda, Yassine Dahbi fait ses débuts professionnels en Botola Pro avec le MC Oujda le 6 septembre 2015 face au Kawkab Marrakech (défaite, 2-0). Le 13 septembre 2015, il marque son premier but face au KAC de Kénitra (victoire, 1-0).
Le 1er septembre 2016, il signe un contrat de trois saisons au Kawkab Marrakech. Le 18 septembre 2016, il dispute son premier match face à la RS Berkane (défaite, 3-0). Le 9 octobre 2016, il marque son premier but face aux FAR de Rabat (victoire, 1-2). Le 30 décembre 2016, il inscrit un doublé face au Wydad Casablanca, offrant ainsi la victoire à son équipe (victoire, 2-3). 
Le 6 juillet 2019, il signe un contrat de deux saisons au DH El Jadida. Le 22 septembre 2019, il dispute son premier match face à l'Ittihad de Tanger (match nul, 0-0). Le 28 décembre 2019, il inscrit son premier but face à l'Olympique de Safi (match nul, 1-1). Le 1er février 2020, il inscrit un doublé face au Youssoufia Berrechid (victoire, 2-1).
Le 12 août 2021, il signe un contrat d'une saison au Hassania d'Agadir. Le 11 septembre 2020, il dispute son premier match face au Rapide Oued Zem.
Le 30 janvier 2022, il signe un contrat au Maghreb de Fès.